# Zuzana Svobodová

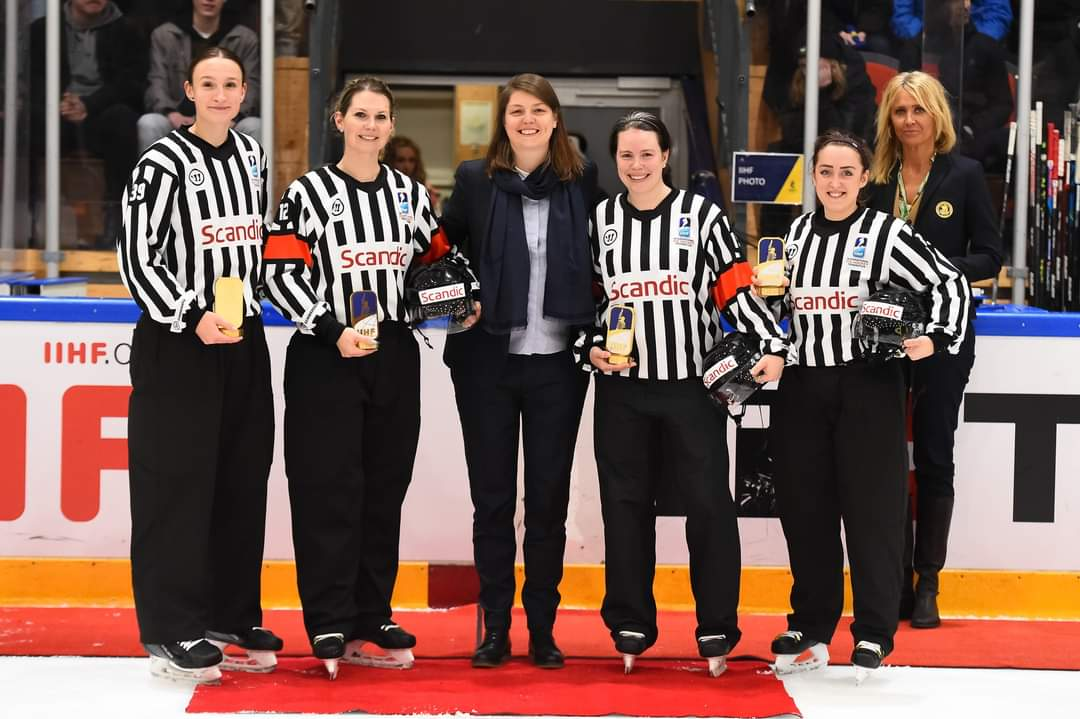
Finále MS U18 Östersund 2023

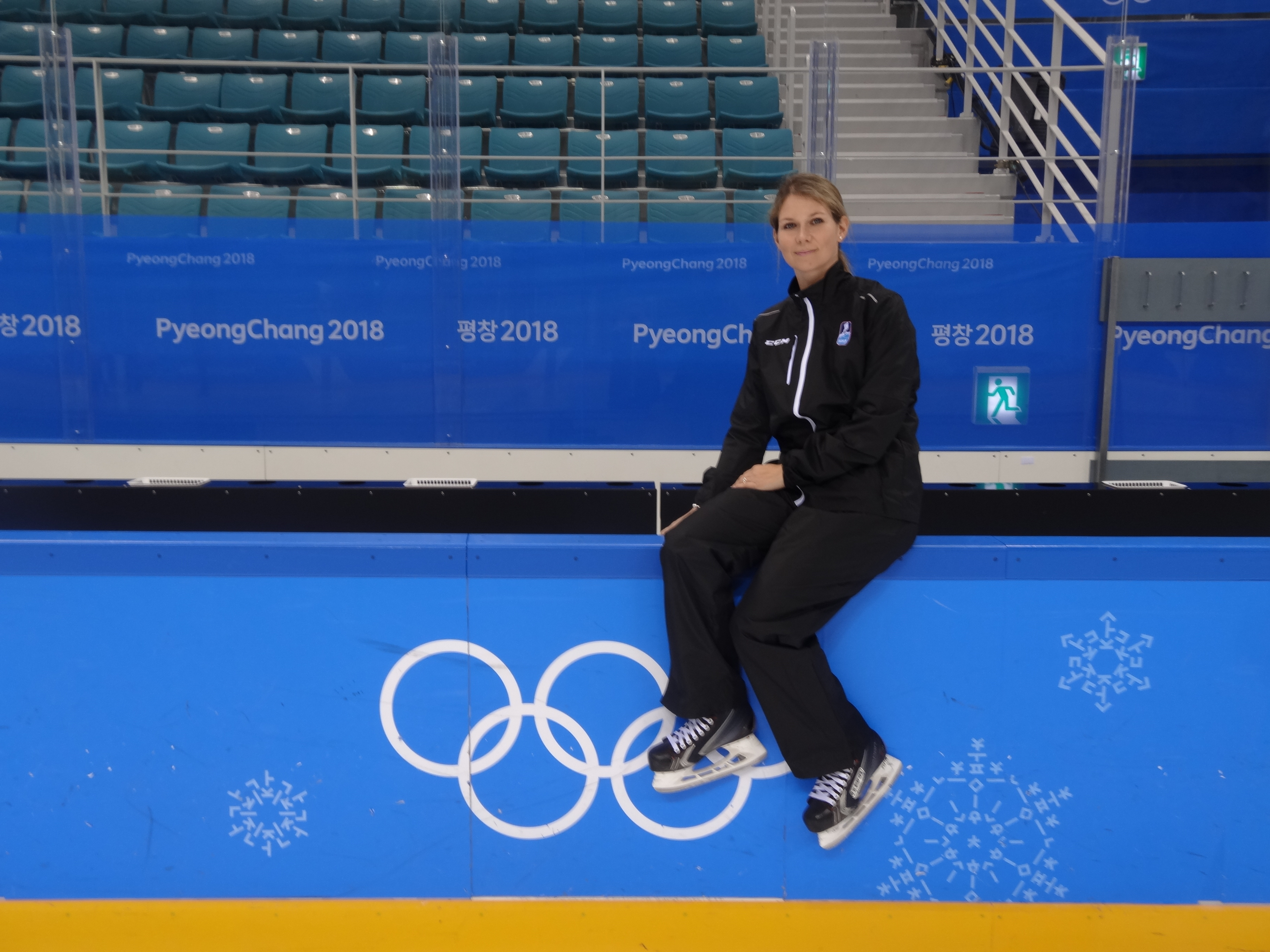
Zuzana Svobodová OH Pchjŏngjang 2018

Zuzana Svobodová (rozená Arazimová, * 9. ledna 1986 Příbram) je hokejová rozhodčí. 
V dětství se závodně věnovala krasobruslení. V 15 letech se přestěhovala a začala studovat v Praze, kde si také udělala licenci rozhodčího, kterou měl i její otec. Během studia na střední škole zkoušela hrát hokej a zároveň rozhodovat zápasy jako rozhodčí v dětských kategoriích. V roce 2012 se vdala za hokejového rozhodčího Jiřího Svobodu.
Účastnila se tří olympijských her v ženském hokeji, Vancouver 2010, Sochi 2014, kde měla možnost rozhodovat finálové utkání mezi Spojenými státy a Kanadou v Pchjŏngjangu 2018. Účastnila se i několika mistrovství světa žen, MS Ottawa 2013, MS Burlington 2012, MS U18 Zlín 2017 a několik nižších turnajů. V České republice řídila utkání v mužských soutěžích. Nejdříve dvě sezóny (2006–2008) působila v 2. lize a později po dobu 10 sezón (2008–2018) v 1. lize.
V sezóně 2022/23 se stala hlavní rozhodčí. Byla nominována  na MS U18 ve Švédsku, kde rozhodovala finálový zápas mezi Kanadou a domácím Švédskem.

## Nominace na nejvýznamnější mezinárodní turnaje IIHF
- MS Hämeenlinna 2009, Finsko (o bronz)
- OH Vancouver 2010, Kanada (čtvrtfinále a standby finále)
- MS Zürich 2011, Švýcarsko (finále)
- MS Burlington 2012, USA (o bronz)
- MS Ottawa 2013, Kanada (finále)
- OH Sochi 2014, Rusko (finále)
- MS U18 Zlín 2017, ČR (finále)
- OH Pchjŏngjang 2018, Jižní Korea (čtvrtfinále)
- MS U18 Östersund 2023, Švédsko (finále)